# Pomnik winiarki Emmy w Zielonej Górze
Pomnik winiarki Emmy w Zielonej Górze – pomnik winiarki dłuta Artura Wochniaka, odsłonięty w Zielonej Górze 25 sierpnia 2023, w ramach obchodów 800-lecia Zielonej Góry i 700-lecia nadania jej praw miejskich. Pomnik jest rekonstrukcją (choć nie jest kopią) przedwojennego pomnika winiarki Emmy powstałego w 1937 roku.

## Budowa pomnika
Powstanie pomnika zostało zainicjowane przez zielonogórzan jako nawiązanie do zielonogórskich tradycji winiarskich, zostało zgłoszone do budżetu obywatelskiego w 2018 roku.

## Opis
Pomnik symbolizuje zielonogórską winiarkę, która wraca z pracy z koszem pełnym winogron. Odpoczywająca postać winiarki wykonana z brązu, została otoczona postumentem z piaskowca, w którym z obydwu stron umieszczone są dotykowe krany z wodą.
Imię Emma pochodzi od Emmy Heine, która po wyjściu za mąż za przemysłowca Karla Heinego przeprowadziła się do Zielonej Góry. To ona ufundowała przedwojenną rzeźbę winiarki. 

## Lokalizacja
Pomnik został wzniesiony w centrum miasta na skwerze pomiędzy ul. Chrobrego a al. Niepodległości, w pobliżu ronda Romana Dmowskiego w Zielonej Górze. 